# Jannes Doppenberg
Jannes Doppenberg (Putten, 3 februari 1892 - Apeldoorn, 20 oktober 1943) was een Nederlandse politieman. Hij werd tijdens de Tweede Wereldoorlog door het verzet geliquideerd omdat hij nauw samenwerkte met de Duitse bezetter.

## Levensloop
Doppenberg kreeg in 1922 een aanstelling bij de politie in Apeldoorn. Daarvoor werkte hij als opzichter bij de maatschappij Helenaveen in Helenaveen. Bij de politie klom hij uiteindelijk op tot hoofdwachtmeester.

### Jodenploeg
Doppenberg was lid van de NSB. In december 1942 kreeg Doppenberg van de Apeldoornse politiecommissaris Johan Meijer de leiding over de nieuw gevormde jodenploeg. In de provincies Gelderland en Overijssel waren veel Joden ondergedoken. De Duitse bezetter wilde deze provincies zo snel mogelijk judenfrei hebben. Van de jodenploeg maakten de politieagenten Huibertus Oosterdijk, Johan Pelk, Jan Lamberts en Cornelis Willem van den Berg deel uit. Af en toe werden zij bij gestaan door de gepensioneerde politie-inspecteur Willem van den Berg. Zij werden allemaal door Meijer uit gekozen omdat zij geen gewetensbezwaren hadden. Tot augustus 1943 was de groep verantwoordelijk voor de opsporing van bijna 200 ondergedoken Joden. 
Op 16 juli 1943 waren Doppenberg en zijn collega Lamberts verantwoordelijk voor de arrestatie van de bekende verzetsstrijder Johannes Post en zijn joodse koerierster Lien Kuijper. Zij werden aangehouden in pension De Roo in Ugchelen. Beiden werden in het politiebureau van Apeldoorn opgesloten. Johannes Post wist te ontsnappen maar werd meteen weer opgepakt. Op 18 juli 1943 werd hij alsnog door een Nederlandse rechercheur bevrijd. Kuijper kwam terecht in Auschwitz, waar zij werd vergast.

### Liquidatie
Arend Smit was lid van de Gereformeerde Zuiderkerk. In die kerk was er een kleine groep die zich bezig hield met het onderbrengen van Joodse onderduikers. Via bevriende politiemannen had Smit vernomen dat Doppenberg samenwerkte met de Sicherheitsdienst en verantwoordelijk was voor een groot aantal slachtoffers. Smit besloot daarop met een aantal anderen dat Doppenberg geliquideerd moest worden.
Begin mei 1943 had Doppenberg op het treinstation van Apeldoorn de Joodse verzetsstrijder David van der Reis aangehouden. Van der Reis kwam via de Sicherheitsdienst in Arnhem en kamp Westerbork terecht in het nazi-vernietigingskamp Sobibór in Oost-Polen, waar hij op 21 mei 1943 werd vermoord.
De Apeldoorner Joop Abbink kende Van der Reis via een collega van hem uit zijn tijd bij Fokker in Amsterdam. Toen de nood aan de man kwam had Abbink voor Van der Reis een onderduikplek in Apeldoorn geregeld en een persoonsbewijs. Van der Reis had geprobeerd om Abbink en Cor van den Dool te betrekken bij zijn verzetsgroep de Oranje Vrijbuiters, maar beide mannen vonden het een te wilde bedoening. 
Toen zij via de bevriende rechercheur Hanno Niemeijer erachter kwamen dat Doppenberg verantwoordelijk was voor de arrestatie van Van der Reis melden zij zich aan als vrijwilliger. Smit zorgde er vervolgens via Niemeijer voor dat Abbink en Van den Dool een pistool kregen. De mannen posten verschillende avonden op plekken waar Doppenberg langs kwam. Op 9 oktober schoot Abbink hem neer in de buurt van zijn huis in de buurt van de Hogeweg. Doppenberg viel neer, maar wist zijn huis binnen te vluchten. Elf dagen later overleed Doppenberg alsnog aan zijn verwondingen.

### Represaille
De Duitsers reageerden op de aanslag door op 16 oktober 1943 de paardenhandelaar Louis Dobbelmann dood te schieten. Dit was de eerste Silbertanne-moord in Gelderland. Aktion Silbertanne was de naam voor een serie moordaanslagen die door Nederlandse SS'ers en Nederlandse oostfrontveteranen werden gepleegd op personen die anti-Duits waren, meestal in reactie op aanslagen die door het verzet werden gepleegd.

## Persoonlijk
Doppenberg liet een vrouw en zes kinderen na. Zijn vierde kind, Reier Doppenberg, was lid van de Nederlandse SS en in oktober 1942 aan het Oostfront omgekomen. Voor zijn inzet had hij eerder het IJzeren Kruis (Tweede klasse) ontvangen.